# José Antonio Lopez
José Antonio López Gil, né le 11 juillet 1976 à San Pedro de Alcántara, est un coureur cycliste espagnol. Professionnel de 2003 à 2009, il participe à plusieurs Tour d'Espagne et compte quelques victoires d'étapes obtenues au Tour de Cuba ou au Tour d'Andalousie à son palmarès.

## Palmarès
- 2001
  - 1re étape du Tour d'Alava
  - 3e du Tour de Carthagène
- 2002
  - Clásica Ciudad de Torredonjimeno
  - 4e étape du Tour de Carthagène
- 2003
  - 7e étape du Tour de Cuba
- 2004
  - 2e du Mémorial Manuel Galera
- 2008
  - 1re étape du Tour d'Andalousie

## Résultats sur les grands tours

### Tour d'Espagne
3 participations
- 2007 : 143e
- 2008 : exclu (13e étape)
- 2009 : abandon (10e étape)

## Classements mondiaux
| Année           | 2005 | 2006 | 2007 | 2008 | 2009 |
| --------------- | ---- | ---- | ---- | ---- | ---- |
| UCI Europe Tour | 603e |      |      | 612e | 556e |